# Aleksandr Porchomovskij
Aleksandr Alekseevič Porchomovskij (in russo Александр Алексеевич Порхомовский?; Mosca, 12 agosto 1972) è un ex velocista russo naturalizzato israeliano.

## Palmarès
| Anno | Manifestazione | Sede      | Evento    | Risultato  | Misura | Note |
| ---- | -------------- | --------- | --------- | ---------- | ------ | ---- |
| 1993 | Mondiali       | Stoccarda | 100 metri | Semifinale | 10"20  |      |

## Altre competizioni internazionali
1993
- Coppa Europa di atletica leggera ( Roma)